# Greifensee, Zürich
Greifensee är en ort och kommun i distriktet Uster i kantonen Zürich, Schweiz. Kommunen har 5 394 invånare (2023).